# Бертон, Элиот
Элиот Бертон (фр. Eliot Berthon; 27 апреля 1992, Лион, Франция) — французский профессиональный хоккеист, нападающий клуба швейцарской лиги «Амбри-Пиотта». Игрок сборной Франции по хоккею с шайбой.

## Биография
Элиот Бертон впервые играть в хоккей начал в Швейцарии, за юношескую команду «Женева-Серветт». В национальной лиге Швейцарии дебютировал в сезоне 2010/11, набрав 3 очка по системе гол+пас. С 2014 по 2016 год выступал за клуб «Биль». В 2016 году подписал контракт с командой «Амбри-Пиотта». В сборной Франции впервые сыграл на чемпионате мира в 2014 году.